# Condemnation (album)
Condemnation – siódmy album studyjny polskiej grupy blackmetalowej Christ Agony. Wydawnictwo ukazało się 15 listopada 2008 roku nakładem wytwórni muzycznej Razor Productions, w dystrybucji Mystic Production. Płyta została zarejestrowana w dniach 18-24 kwietnia i 11-14 lipca 2008 w olsztyńskim Studio X. Okładkę albumu namalował były gitarzysta formacji Hate - Piotr "Kaos" Jeziorski. Lider grupy Cezary Augustynowicz zadedykował album swojej matce Elżbiecie (1945-2007). W 2011 roku ukazała się reedycja nagrań. Album w limitowanym do 666 egzemplarzy nakładzie wydała firma 7 Gates Of Hell.

## Lista utworów
Opracowano na podstawie materiału źródłowego.
| Nr  | Tytuł utworu              | Autorzy                                 | Długość |
| --- | ------------------------- | --------------------------------------- | ------- |
| 1.  | „Devil's Invocation”      | Cezary "Cezar" Augustynowicz            | 06:06   |
| 2.  | „Psalm Ov Livia Khao'tsu” | Cezary "Cezar" Augustynowicz            | 04:48   |
| 3.  | „Condemnation p.I”        | Cezary "Cezar" Augustynowicz            | 04:17   |
| 4.  | „Temptation Ov Lost”      | Cezary "Cezar" Augustynowicz, Lady Sati | 06:13   |
| 5.  | „MarchManifesto”          | Cezary "Cezar" Augustynowicz            | 05:30   |
| 6.  | „BloodSeedNation”         | Cezary "Cezar" Augustynowicz            | 04:30   |
| 7.  | „Condemnation p.II”       | Cezary "Cezar" Augustynowicz            | 04:15   |
| 8.  | „Cult Domination”         | Cezary "Cezar" Augustynowicz            | 05:38   |
| 9.  | „The LeviThan'Suite”      | Cezary "Cezar" Augustynowicz            | 12:13   |
| 10. | „Purgatory Beast”         | Cezary "Cezar" Augustynowicz            | 02:20   |
|     |                           |                                         | 55:50   |

## Twórcy
Opracowano na podstawie materiału źródłowego.

- Cezary "Cezar" Augustynowicz – gitara prowadząca, wokal prowadzący
- Tomasz "Reyash" Rejek – gitara basowa, wokal wspierający
- Łukasz "Icanraz" Sarnacki – perkusja
- Szymon Czech – produkcja, inżynieria dźwięku, miksowanie
- Piotr "Kaos" Jeziorski – okładka, oprawa graficzna
- Jerzy "U.reck" Głód – gościnnie instrumenty klawiszowe
- Rav Xela – gościnnie instrumenty klawiszowe